# نهر رابيل
نهر رابيل (بالإسبانية: Río Rapel)‏ هو نهر من تشيلي يقع في إقليم أوهيغينز. يبدأ عند التقاء نهري كاتشبوال و تينغيريريكا.

## الروافد
- إستيرو ألوي
- نهر كاتشابوال
- نهر كلارو (تنجويريكا)
- استيرو زامورانو
- إستيرو لا كادينا
- إستيرو كارين
- استيرو كويا
- إستيرو شيمبارونجو
- نهر بانجال